# Marthana scripta
Marthana scripta is een hooiwagen uit de familie Sclerosomatidae.